# Fiesta Patronal de la Virgen Purísima de Pampas

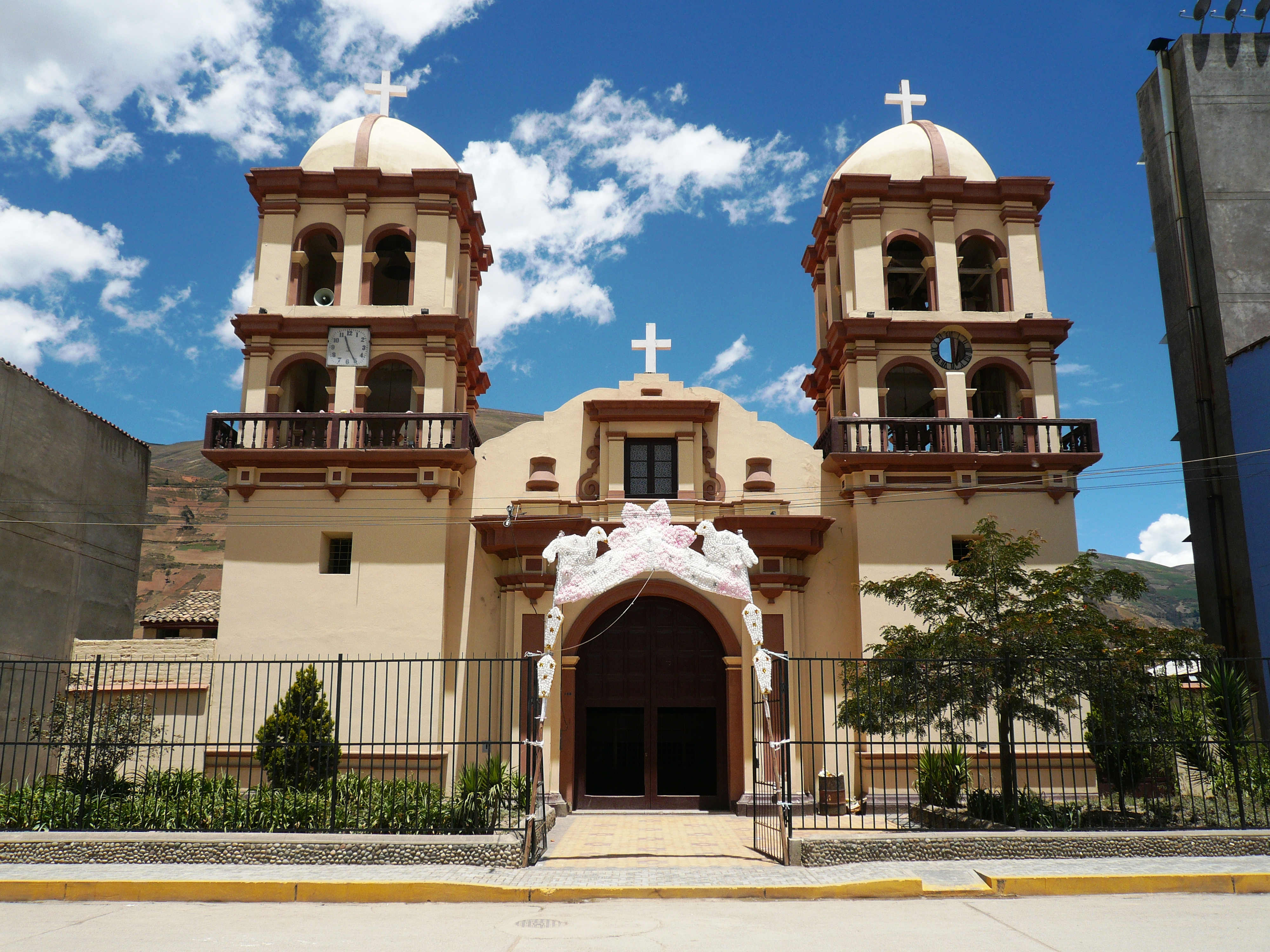
Catedral San Pedro de Pampas, lugar donde se realizan las misas de este evento.

La Fiesta Patronal de la Virgen Purísima de Pampas o la Fiesta del 20 de enero es una festividad religiosa realizada desde 1825 cada 20 de enero en honor a la Virgen Purísima de la ciudad de Pampas, en el Perú. El lugar de realización es la plaza de armas de Pampas y la catedral San Pedro de Pampas. Antes de la fecha central se realizan diversas festividades en vísperas del 20 de enero. En primer lugar se realiza el Yaycupacuy o recordatorio, el mes de octubre o noviembre del año anterior, luego desde el 10 de enero se realizan las novenas, que son actividades para donar arreglos a la virgen y lo hace cada día una persona hasta el 18 de enero, día que los mayordomos se encargan de recibir a la orquesta que animará la última novena y los días centrales. El 19 de enero se realiza una misa y luego la víspera del día central con quema de diversos cohetes y castillones multicolores. En el día oficial de celebración se realiza una procesión a la patrona de Pampas por las principales calles de esta ciudad. Los días 21, 22, 23 y 24 del mismo mes se realizan las últimas festividades en diversos lugares de la ciudad, culminando así esta fiesta. Los días centrales de la fiesta, Pampas, tiene una gran acogida de diversas personas lugareñas, pero que han estado mucho tiempo fuera de su ciudad.

## Reseña histórica
Después de la batalla de Ayacucho, el 9 de diciembre de 1824, el derrotado ejército realista inició su retirada hacia la costa, en pequeños grupos con el fin de retornar a España. La división del general José Carratalá realizó su ruta con punto de paso la ciudad de Huancayo. Tras la jornada la tropa llega a la localidad de Tocllacuri, en la provincia de Tayacaja el día 19 de enero de 1825, donde deciden quedarse por una noche, no sin antes mandar a uno de sus soldados advertir a la ciudad de Pampas que, si no le entregaban un fuerte cupo, al paso de la tropa por su ciudad, estos lo incendiarían y decapitarían a todos.
Con tal amenaza, el 20 de enero del mismo año, los pampinos salieron al encuentro con el soldado español, llevando en andas a su patrona: la Santísima Virgen Purísima, quienes confiaban plenamente en su misericordia. El encuentro se dio en el paraje de Rundo, a pocos kilómetros de la ciudad pampina. Al ver la imagen de la Virgen Purísima, Carratalá se arrodilló, persignó y dijo: “¡Devuélvanla inmediatamente a su templo, no soy digno de que la Virgen salga a mi encuentro!”. Eventualmente, el soldado había soñado a una mujer que le decía que tenga cuidado con sus hijos porque ella los protege día y noche, a quien identificó como a la virgen patrona de esa ciudad. Desde ese día, cada 20 de enero de cada año se recuerda este hecho y se rinde homenaje a la Virgen Purísima de Pampas.

## La fiesta
La Fiesta Patronal se realiza en octubre o noviembre con el recordatorio, luego desde 10 de enero con la primera novena, hasta el 24 de enero con el banquete general y la entrega de los actuales mayordomos de la Corona y La Luna de la santísima Virgen Purísima a los nuevos mayordomos.

### Yaycupacuy o recordatorio
El Yaycupacuy o recordatorio, es la primera actividad que se realiza antes del día oficial, entre los meses de octubre o noviembre del año anterior.

### Novenas
Las novenas son actividades realizadas antes del día oficial, 20 de enero, el nombre proviene de la realización de nueve funciones, cada una por día, antes de la víspera del día central. Cada día luego de la liturgia religiosa se inicia la víspera de cada novena con la quema de cohetes y castillos pirotécnicos, se elevan globos aerostáticos de papel y se encienden fogatas en las esquinas de la plaza. El baile general se realiza hasta la madrugada acompañada con las bandas de músicos y los licores populares conocidos como "calientes".

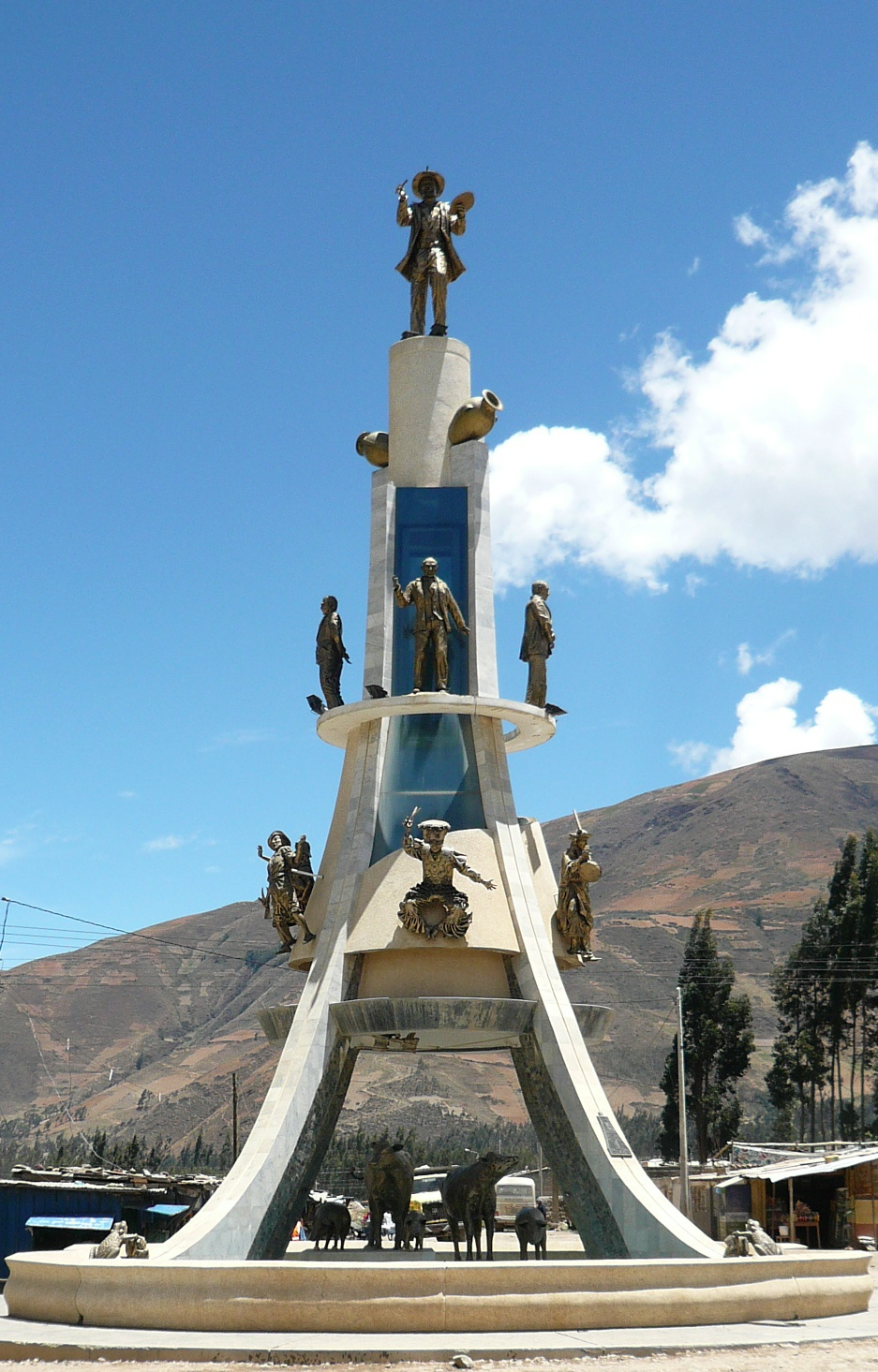
Óvalo de Pampas, a pocas cuadras del puente Rumichaca.

### Recepción de músicos
Antes de realizar la última novena, el día 18 de enero aproximadamente a las 15 horas, los mayordomos cumplen otra actividad tradicional, llamada la "recepción". Consiste en recibir a la orquesta típica y banda de música que animarán las celebraciones de la Virgen Purísima. El lugar de encuentro es conocido como el puente Rumichaca y desde este lugar la multitud se dirige a la plaza principal para realizar la última novena.

### Víspera
El día de la víspera al día central, los mayordomos y varios fieles realizan una visita a las personas que han ofrecido las prendas para la patrona de la ciudad, como el manto y saya, corona, cabellera, anillo, collar, enagua, escarrilera, puño y pechera, velo, aretes, sortija etc. En la tarde los devotos asignados proceden con el arreglo del trono y andas de la Virgen y a las 19 horas se realiza la Misa de víspera. La tradicional víspera, a cargo de los mayordomos, tiene la misma secuencia de las anteriores novenas, también con la quema de cohetes de arranque, luces de Bengala, globo de papel seda o cometa, encendido de farolitos multicolores. Se queman aproximadamente 50 castillones de 10 a 20 tiempos, gran cantidad de las denominadas bombas japonesas. Igualmente se cuenta con la aparición del temible “runa toro” (hombre toro) quien disfrazado de este animal, embiste a los espectadores lanzando chorros continuos de llama, chispas de pólvora, así como reventando cohetes y los clásicos buscapiés (buscapikis).

### 20 de enero
El día central de la festividad religiosa, comienza a las seis de la mañana con la Gran Diana, que consiste en la salutación a la Virgen Purísima por su día, se procede luego a la descarga de 21 camaretazos y a partir de las 7 de la mañana se preparan los arcos en las principales calles de la ciudad por donde recorrerá la procesión.
A las 10 de la mañana, el párroco de la iglesia oficia la misa del día central, con asistencia de las autoridades y el pueblo en general. Al terminar la santa Misa, se realiza la procesión de la Virgen por las principales calles de la ciudad. Al terminar la faena religiosa se reparten las tradicionales estampitas, fotografías, almanaques, recordatorios, etc. cuya producción está a cargo de los devotos.
Para finalizar, en la tarde se realizan dos actividades costumbristas: el gran Jalapato y el Cortamonte a cargo de padrinos especiales y programa aparte.

### Días 21, 22, 23 y 24 de enero

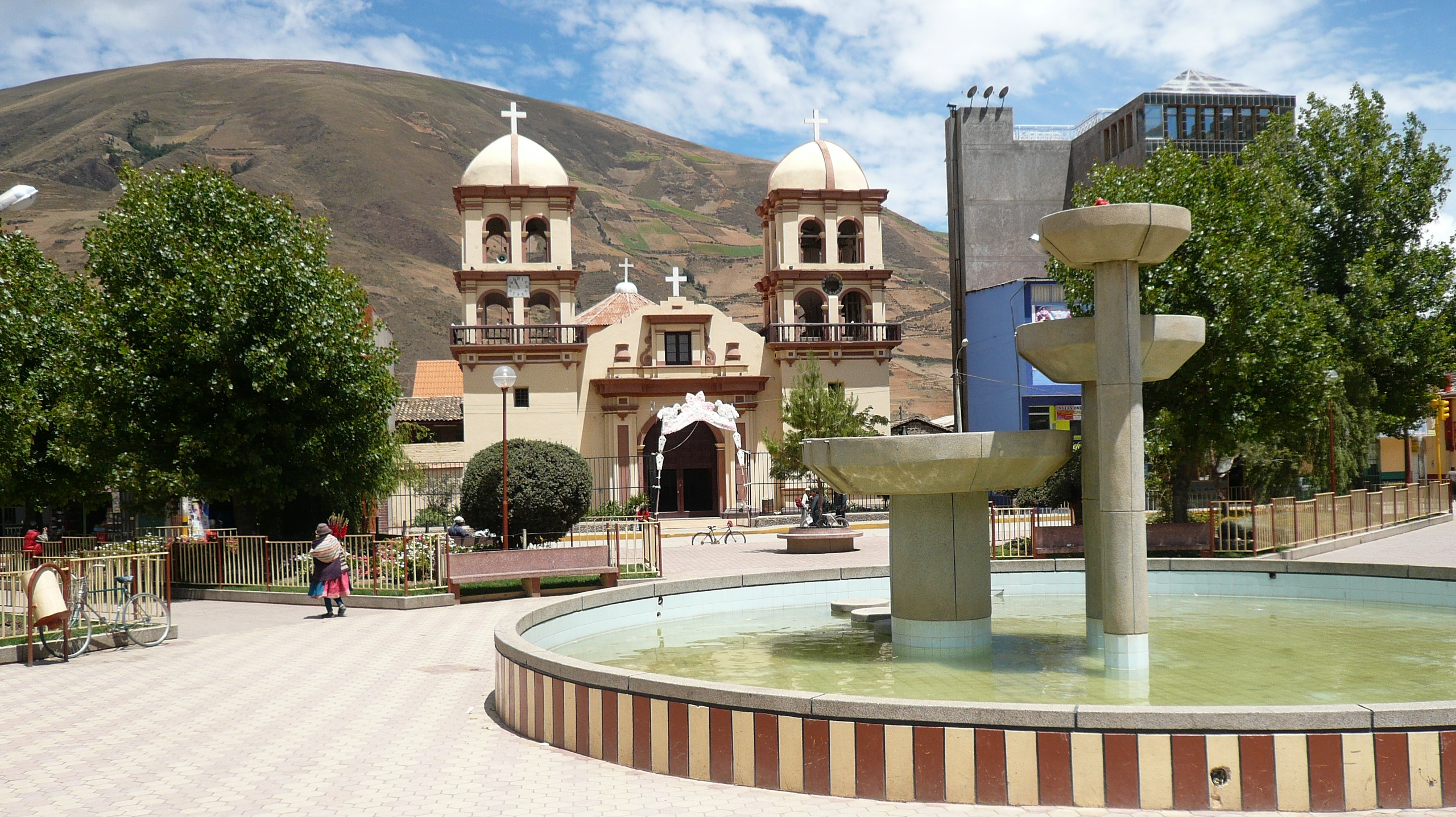
Plaza principal del festejo del homenaje a la virgen (al fondo la catedral San Pedro de Pampas).

El día 21, a las seis de la mañana, se realiza las mismas actividades que el día anterior, pero en esta ocasión, la procesión solo se efectúa en el perímetro de la plaza principal.
En horas de la tarde, en el distrito de Daniel Hernández (Ccarhuaturco) se realiza la tradicional recepción de toros. Los obligados, denominados así a los que obsequian toros, lucen indumentarias típicas. Luego, en la noche se procede con el baile general en la plaza principal de Pampas.
El día siguiente, en el tradicional barrio de Chalampampa, cuna de poetas, pintores, y músicos, es escenario de la entrega de los toros de muerte, quien recibe el mayordomo alrededor de 200 toretes en dos días de recepción. El cerro San Cristóbal, Apu de Tayacaja; es testigo de este acontecimiento tradicional. En la noche se cumple con el gran banquete de agradecimiento, ofrecida por los mayordomos a los señores novenantes, obligados, colaboradores y familiares.
Por la mañana del día 23 se procede al recojo de cojines de colores adornados con una pequeña muñeca o a veces flores, con cintas de colores para ser sujetada en el lomo del toro que saldrá al ruedo, conocidas como las divisas y realizadas por devotas pampinas de la Virgen. A las doce del día se recibe a la multitud de toreros llegados desde la capital, Sicaya y otros lugares. Luego de la recepción, a las 3 de la tarde, se inicia la actividad taurina y al finalizar cada uno con su respectivo "caña quinto" bailan el tradicional toril con sus respectivas parejas, en dirección a la plaza principal.
El último día de celebración, los mayordomos, ofrecen al pueblo el tradicional banquete general con platos típicos de la zona. Se concede la mayordomía al siguiente mayordomo con el tradicional "paskakuy" y la entrega de la Corona y la Luna de la Santísima virgen Purísima.